# Stanton T. Friedman
Stanton Terry Friedman (Elizabeth, 29 luglio 1934 – Toronto, 13 maggio 2019) è stato un fisico e saggista statunitense.
Era molto conosciuto nel campo dell'ufologia.

## Biografia
Friedman ha studiato all'Università di Chicago, dove ha conseguito il Bachelor of Science nel 1955 e il Master in fisica nucleare nel 1956. Dopo la conclusione degli studi ha lavorato per 14 anni a tempo pieno come fisico nucleare per importanti industrie come la General Electric, la General Motors, la Westinghouse, la TRW Systems, l'Aerojet General Nucleonics e la McDonnell Douglas, occupandosi di ricerche per la produzione di aerei a propulsione nucleare, razzi a propulsione nucleare e piccole centrali nucleari per usi spaziali, tutti progetti che in seguito vennero abbandonati.
Nel 1970 ha smesso di esercitare a tempo pieno l'attività di fisico per impegnarsi nel campo dell'ufologia, argomento di cui si è interessato a partire dalla fine degli anni cinquanta. Da allora ha cominciato a scrivere articoli e a tenere conferenze sia negli USA che all'estero. Nel 1978 ha indagato sull'incidente di Roswell, contribuendo a riportare il caso all'attenzione degli ufologi e poi del pubblico, grazie al libro pubblicato da Charles Berlitz e William Moore con cui Friedman ha collaborato come consulente.
Nel 1980 si è trasferito in Canada, dove ha lavorato come consulente per l'industria nel campo della misurazione del radon; nel frattempo ha continuato a dedicarsi all'ufologia, scrivendo articoli e tenendo conferenze. Dal 1980 al 1986 ha collaborato con la Canadian Broadcasting Corporation facendo il commentatore in un programma settimanale.
Nel 1997 ha pubblicato il libro Crash a Corona, in cui ha riassunto le sue indagini e teorie sul caso di Roswell. Ritiratosi completamente dall'attività di fisico, si è dedicato a tempo pieno all'ufologia pubblicando altri libri sull'argomento. Friedman è membro dell'American Nuclear Society, dell'American Physical Society e dell'American Institute of Aeronautics and Astronautics.

## Attività in ufologia
Come ha raccontato lui stesso in un'intervista, Friedman ha cominciato ad interessarsi di ufologia alla fine degli anni cinquanta, leggendo il libro di Edward J. Ruppelt, ex direttore del Progetto Blue Book. Successivamente ha continuato ad approfondire l'argomento e nel 1967 ha tenuto la sua prima conferenza di ufologia in un circolo culturale, per presentare un libro sugli UFO al posto del relatore designato che non era potuto intervenire.
A partire dal 1970 ha tenuto numerose conferenze in USA, Canada ed altri 16 Paesi tra cui Argentina, Brasile, Regno Unito, Francia, Germania, Italia ed Australia. Ha inoltre partecipato a numerose trasmissioni televisive in USA e Canada. Nel 1968 ha presentato una relazione alla Camera dei Rappresentanti degli Stati Uniti e nel 1978 ha preso parte ad una conferenza dell'ONU sugli UFO. Friedman ha presentato relazioni ai congressi annuali del MUFON e ha scritto 5 libri e più di 80 articoli. Oltre all'attività divulgativa, ha svolto personalmente indagini sull'incidente di Roswell, sull'organizzazione Majestic 12 e sul presunto rapimento alieno dei coniugi Hill.

## Posizioni sugli UFO
S.Friedman è un sostenitore dell'ipotesi extraterrestre. Come ha affermato in uno dei suoi libri è convinto che parte degli avvistamenti di UFO (non tutti) si possano spiegare con veicoli extraterrestri che visitano il nostro pianeta con l'intenzione di studiarlo. Egli pensa che gli extraterrestri provengano da stelle non troppo lontane e ritiene credibile la loro provenienza dal sistema solare di Zeta Reticuli sulla base della mappa disegnata dalla signora Hill ed interpretata dalla studiosa di UFO Marjorie Fish.
Friedman ha ipotizzato che i cosiddetti "dischi volanti" siano navette per l'esplorazione terrestre portate da astronavi-madri che effettuano i viaggi interstellari; i dischi avrebbero una propulsione magnetoidrodinamica, mentre le astronavi-madri potrebbero avere una propulsione nucleare. Concordando con alcune teorie del complotto sugli UFO, ritiene che sugli UFO vi sia un'attività di insabbiamento da parte del governo statunitense e ha definito la cosa un "Watergate cosmico. Ritiene anche che una parte dei documenti sul Majestic 12 sia autentica e che l'incidente di Roswell si spieghi con la caduta di un veicolo extraterrestre. Friedman ha però preso posizione contro un certo sensazionalismo che si accompagna al caso Roswell, come il filmato dell'autopsia dell'alieno divulgato da Ray Santilli.
Sulle posizioni e teorie di Friedman vi sono state critiche non solo dagli scettici, ma anche da alcuni ufologi. L'astronomo Carl Sagan ha affermato in un articolo che l'interpretazione della mappa stellare dei coniugi Hill è molto dubbia, mentre il giornalista scientifico Robert Sheaffer ha riportato l'affermazione del ricercatore Charles Attemberg secondo cui la signora Hill abbia ricostruito inconsciamente una zona stellare vista tempo prima in un planetario. L'ufologo Kevin Randle, pur concordando con la natura extraterrestre dell'UFO di Roswell, non è d'accordo sul luogo della caduta e su alcune circostanze ipotizzate da Friedman, in quanto non ritiene credibili alcuni testimoni; inoltre non ritiene autentici i documenti sul Majestic 12. Neanche l'ufologo Jerome Clark ritiene credibile la storia del Majestic 12, tanto che nella sua enciclopedia sugli UFO l'ha collocata nella sezione "scherzi".

## Libri pubblicati
- Crash at Corona: The Definitive Story of The Roswell Incident. Co-author Don Berliner, 1997.
- Top Secret/MAJIC, Marlowe + Co., 2005.
- Captured! The Betty and Barney Hill UFO Experience. Co-author Kathleen Marden. Career Press / New Page Books, 2007.
- Flying Saucers & Science: A scientist Investigates the Mysteries of UFOs, New Pages Books, 2008
- Science was Wrong: Startling truths about cures, theories, and inventions "They" declared impossible. Co-author Kathleen Marden, Pompton Plains, NJ: New Page Books, 2010.